# Epiteliozous
Els epiteliozous (Epitheliozoa) constitueixen un clade monofilètic que agrupa els homoscleromorfs, que són un grup d'esponges de mar i els eumetazous, és a dir, els metazous menys la major part de les esponges de mar.
Si els placozous s'han de situar aquí en comptes de com un grup de eumetazous, encara no queda clar. Sí que sembla més clar aquest clade és germà de Demospongiae encara que el nòdul que els uneix encara no tingui nom. L'acceptació d'aquest clade comporta l'admissió de què les esponges de mar formen un grup parafilètic.